# Schwissel
Schwissel er en by og en kommune i det nordlige Tyskland, beliggende i Amt Leezen under Kreis Segeberg. Kreis Segeberg ligger i den sydøstlige del af delstaten Slesvig-Holsten.

## Geografi
Schwissel ligger ca. 5 kilometer syd for Bad Segeberg og motorvejen Bundesautobahn 21 går gennem den vestlige del af kommunen i retningen nord/syd.